# Moita (Portogallo)
Moita ('moitɐ) è un comune portoghese di 67 449 abitanti situato nel distretto di Setúbal.

## Società

### Evoluzione demografica
| Popolazione di Moita (1801 – 2004) | Popolazione di Moita (1801 – 2004) | Popolazione di Moita (1801 – 2004) | Popolazione di Moita (1801 – 2004) | Popolazione di Moita (1801 – 2004) | Popolazione di Moita (1801 – 2004) | Popolazione di Moita (1801 – 2004) | Popolazione di Moita (1801 – 2004) | Popolazione di Moita (1801 – 2004) |
| ---------------------------------- | ---------------------------------- | ---------------------------------- | ---------------------------------- | ---------------------------------- | ---------------------------------- | ---------------------------------- | ---------------------------------- | ---------------------------------- |
| 1801                               | 1849                               | 1900                               | 1930                               | 1960                               | 1981                               | 1991                               | 2001                               | 2004                               |
| 1261                               | 2273                               | 6350                               | 9486                               | 29110                              | 53240                              | 65086                              | 67449                              | 70226                              |

## Freguesias
- Alhos Vedros
- Baixa da Banheira
- Gaio-Rosário
- Moita
- Sarilhos Pequenos
- Vale da Amoreira